# Base on Balls

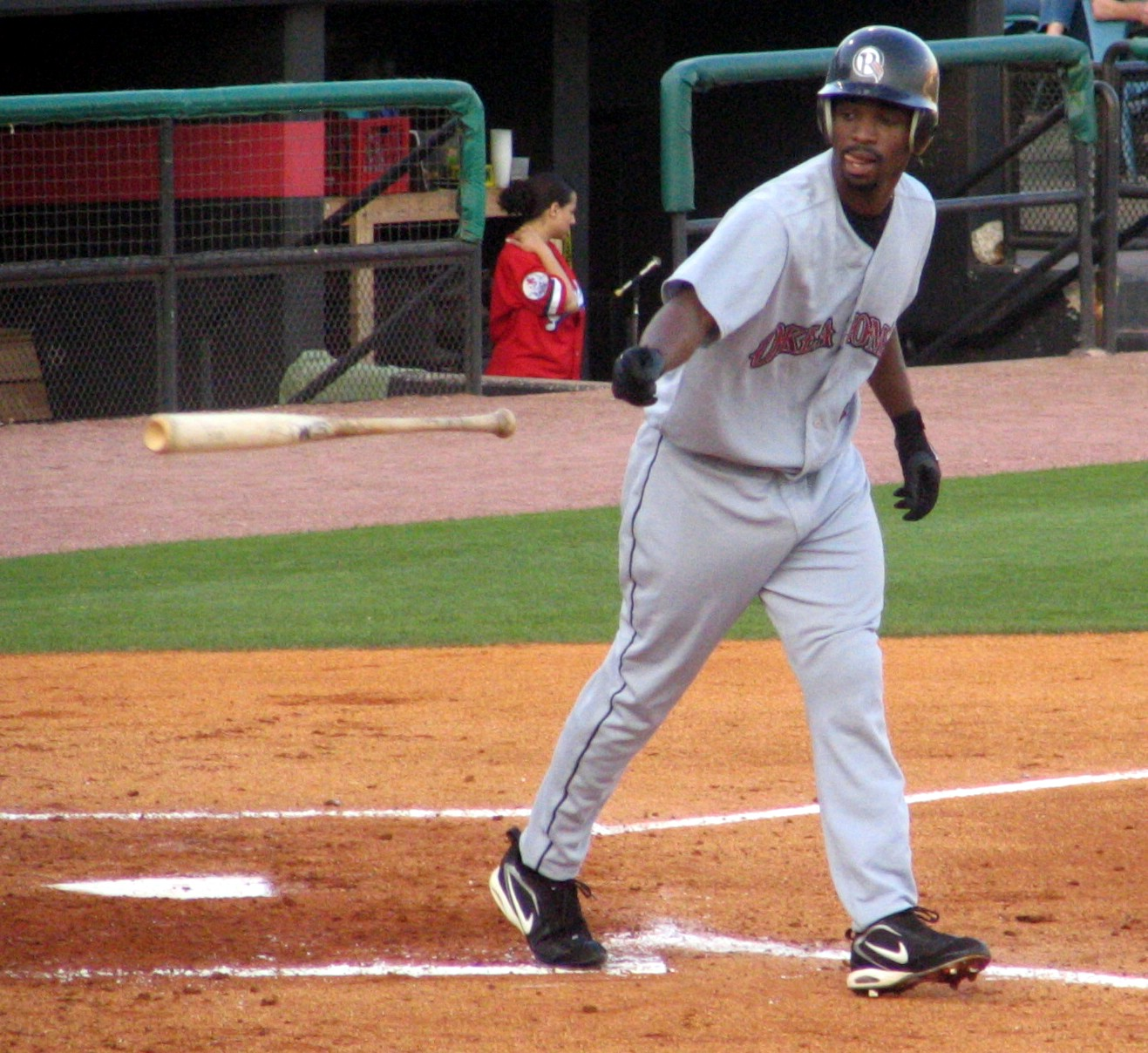
Rashad Eldridge beginnt seinen „Walk“ zur ersten Base, nach einer Base on Balls.

Eine Base on Balls (abgekürzt BB), auch häufig als Walk bezeichnet, ist ein Ereignis beim Baseball. Eine Base on Balls kommt zustande, wenn der Schiedsrichter vier Balls in einer plate appearance erkennt, also wenn der Pitcher viermal die Strike Zone verfehlt, ohne dass der Schlagmann schwingt. Bei einer Base on Balls bekommt der Schlagmann das Recht, zur ersten Base vorzurücken. Im Gegensatz zum Vorrücken nach Schlag mit Treffen des Balls erfolgt dies nicht unter Zeitdruck, da während einer BB für die gegnerische Mannschaft nicht die Möglichkeit besteht, den Schlagmann mit einem Out aus dem Spiel zu nehmen. Die erste Base wird daher statt so schnell wie möglich im Rennen in einem vom Schlagmann selbst gewählten Tempo erreicht, häufig im Gehen, weshalb eine BB auch als Walk bezeichnet wird. Eine Base on Balls wird in der Baseballstatistik zu Ungunsten des Pitchers und zu Gunsten des Batters vermerkt - für den Average des Batters ist ein Walk zwar neutral, verbessert jedoch den OPS-Wert.
Befindet sich zum Zeitpunkt der Base on Balls ein Läufer auf der ersten Base, darf dieser auf die zweite Base vorrücken. Läufer auf der zweiten und dritten Base rücken allerdings nur auf, wenn alle Bases hinter ihnen besetzt sind. Eine Base on Balls wird in der Statistik nicht als offizielles at bat eingetragen, somit kann dem Schlagmann auch kein Hit gutgeschrieben werden. 1878 wurden die Walks in der Major League Baseball als Hits gewertet. Dies hatte zur Folge, dass unglaubliche Batting Averages (Schlagdurchschnitt) von über 50 % erreicht wurden. Das Experiment wurde in der darauffolgenden Saison beendet. Eine grob vergleichbare offizielle Statistik, die die Häufigkeit, mit der ein Spieler eine Base erreicht, ohne Rücksicht auf den Grund des Erreichens berechnet, existiert jedoch heute unter dem Namen On-Base Percentage.
Ein Pitcher kann zudem eine Intentional Base on Balls, bzw. einen Intentional Walk herbeiführen. Hierbei beabsichtigt der Pitcher, den Ball deutlich neben die Strike Zone zu werfen. Dies wird für gewöhnlich angewandt, um einen anderen Schlagmann als Gegenspieler zu bekommen, bei dem das Team eine bessere Chance sieht, ihn auszumachen oder ein Double Play (zwei Spieler gleichzeitig aus dem Spiel nehmen) zu erreichen.
Ein Hit by Pitch wird nicht als Walk gewertet, obwohl die Konsequenzen für die Spielsituation nahezu identisch sind.

## Geschichte
Im Jahr 1880 änderte die National League die Regeln, so dass für einen Walk acht statt neun Bälle erforderlich waren. Die Änderung blieb aber nicht von Dauer, denn im Jahr 1884 waren sechs Bälle für einen Walk erforderlich. Im Jahr 1886 änderte die American Association die Regeln, dass sechs statt sieben Bälle für einen Walk benötigt wurden; Die National League änderte die Regeln jedoch wiederum, dass statt sechs Bällen sieben Bälle für einen Walk nötigt waren. Im Jahr 1887 einigten sich die National League und die American Association auf einige einheitliche Regeländerungen und verringerten die Anzahl der für einen Walk erforderlichen Bälle auf fünf. 1889 reduzierten die National League und die American Association die Anzahl der Bälle, die für einen Walk benötigt wurden, auf vier.

## Absichtliche Base on Balls
Ein Walk kann durch den Pitcher, ggf. auf Anweisung des Catchers, auch absichtlich zugelassen werden. Dies wird als Intentional Base on Balls oder Intentional Walk, kurz Intent Walk oder IBB, bezeichnet.
Es gibt einige taktische Gründe für eine IBB. Gegen einen sehr guten Batter kann es beispielsweise günstiger sein, diesem eine Base zu schenken, als ein Double, Triple, einen Home Run oder das Erzielen von Runs mittels Sacrifice Fly zuzulassen; zugleich wird der Pitcher geschont. Auch kann ein IBB beispielsweise dazu genutzt werden, einen zusätzlichen Runner ins Spiel zu bringen, um eine höhere Chance auf ein Double Play zu bekommen, was etwa bei einem bereits vorhandenen Out das Inning beenden würde.
Absichtliche Walks bergen jedoch Risiken: Sie stellen dem Offensivteam einen weiteren Runner zur Verfügung, der möglicherweise einen Run erzielen könnte, ohne dass ihrerseits Anstrengungen unternommen werden mussten.
Seit 2017 ermöglichen die geltenden MLB-Regeln dem Trainer der verteidigenden Mannschaft, dem Schiedsrichter (Umpire) die Anweisung zu einem IBB zu geben, woraufhin dieser den Batter auf die erste Base gehen lässt, ohne dass der Pitcher die vier Balls werfen muss.
Zuvor war es erforderlich, die vier Balls tatsächlich zu werfen. Diese wurden oft deutlich außerhalb der Strike Zone geworfen, um zu verhindern, dass der Batter sie schlägt, wobei es einem Batter dennoch freisteht, derartige Bälle zu schlagen. Bei einem sehr weit außerhalb geworfenen Ball besteht außerdem die Gefahr eines Wild Pitch. All diese Möglichkeiten entfallen durch die neue Regel, ebenso wie die Möglichkeit für die vorhandenen Runner, während des absichtlichen Balls eine Base zu stehlen. Die Einführung der Regel ist daher umstritten.